# 祖钦舜
祖钦舜（1938年12月—），江苏阜宁人，中华人民共和国外交官，曾任中华人民共和国驻马耳他共和国特命全权大使。

## 生平
祖钦舜曾就读于南京大学、意大利罗马但丁学院、佩鲁贾外国人大学、罗马大学。1963年，进入中华人民共和国外交部工作。1987年9月，任驻意大利大使馆政务参赞兼驻圣马力诺总领事。1991年6月，免兼驻圣马力诺总领事一职。1998年3月，出任中华人民共和国驻马耳他大使。2000年6月，自驻马耳他大使离任。